# Allchinesischer Jugendbund
Der Allchinesische Jugendbund (chinesisch 中华全国青年联合会, Pinyin zhōnghuá quánguó qīngnián liánhéhuì) wurde 1949 gegründet und ist eine föderale Institution chinesischer Jugendorganisationen mit Sitz in Peking. Zu ihm gehören 52 Jugendorganisationen, darunter 16 nationale Organisationen und 36 auf Provinzebene. Der Jugendbund selbst hat mehr als 77.000 Mitglieder auf allen Ebenen, mit ihren Mitgliedsorganisationen sind es insgesamt mehr als 300 Millionen. Zu den ehemaligen Mitgliedern gehören die früheren Präsidenten Hu Jintao und Jiang Zemin. Eine der 16 nationalen Organisationen, die zum Jugendbund gehört, ist der Kommunistische Jugendverband Chinas.
Der Allchinesische Jugendbund veranstaltet Programme in den folgenden Bereichen:
Bildung und Training, ehrenamtliche Tätigkeiten, Entwicklung einer neuen Landschaft, Umweltschutz, Schutz der Rechte und Wahrung der Interessen, Innovation und Erwerbstätigkeit, Jugendkultur, sowie internationaler Austausch und Kooperation und Austauschprogramme mit Hongkong, Macau und Taiwan.

## Awards, Auszeichnungen
- 1999 Human Resources Development Award von der UNESCAP (United Nations Economic and Social Commission for Asia and the Pacific)
- 2000 World Youth Award der UN
- 2004 Champions of Earth Award der UNEP